# Paul Chung
Paul Chung Bo-Law (en chino tradicional, 鍾保羅; en chino simplificado, 钟保罗, cantonés: Chung Bo-Law) (Hong Kong, 5 de abril de 1959 - Hong Kong, 1 de septiembre de 1989) fue un actor de Hong Kong. Se suicidó el 1 de septiembre de 1989.

## Biografía
Paul Chung fue inicialmente anfitrión en la Radio Comercial. En 1981, tuvo una disputa con Radio Comercial, y entonces se fue a trabajar a ATV para lanzar varios drama de televisión. Llegó a ser popular al aparecer en tres películas trabajando junto con Danny Chan y Leslie Cheung. 
En 1985 trabajó para la cadena TVB, como animador de varios programas de televisión incluida la elección de Miss Hong Kong. Algunos medios alabaron su desempeño como «el mejor anfitrión de Miss Hong Kong». 
Bo-Law se suicidó el 1 de septiembre de 1989 en su casa de la Ciudad Uno de Shatin. Se mencionó que al momento de su muerte  tenía muchas deudas de juego.

## Filmografía
- Encore (1980)
- The Drummer (1980)
- Job Hunter (1981)